# 下中屋町
下中屋町（しもなかやちょう）は、岐阜県各務原市の地名。現行行政町名は下中屋町及び下中屋町一丁目から三丁目。

## 地理
各務原市の稲羽地区の西部（旧・中屋村）に属する。
町域の東部は上中屋町、大佐野町、西部は成清町、神置町、南部は川島笠田町、川島松倉町）、北部は小佐野町である。
町域には木曽川（北派川・新境川）が流れる。
木曽川右岸の堤外の木曽川と北派川に挟まれた河川敷には弥平島集落がある。
道路
- 県道95号芋島鵜沼線（木曽川街道）
- 県道178号下中屋笠松線
- 県道114号一宮各務原線（三井街道）
- 木曽川街道

## 歴史
江戸時代、この地域は羽栗郡下中屋村であった。
1875年（明治8年）に字伊八島が羽栗郡松倉村（現・各務原市川島松倉町）に編入される。1889年（明治22年）に 町村制により、下中屋村が発足。1897年（明治30年）に羽島郡下中屋村、松本村、上中屋村、大佐野村、成清村、神置村と合併し中屋村が発足。中屋村大字下中屋となる。
1955年（昭和30年）に稲葉郡更木村、前宮村、羽島郡中屋村が合併、稲羽町が発足すると稲羽町下中屋町に改称。1963年（昭和38年）、蘇原町、鵜沼町、鵜沼町、稲羽町が合併し各務原市が発足すると、各務原市下中屋町となる。
1981年（昭和56年）8月20日、稲羽西部土地改良区の区画整理により、下中屋町の大部分をもって下中屋町一丁目から三丁目が成立。同年11月10日、成清町、神置町の一部、下中屋町の一部で成清町が成立。

## 世帯数と人口
2024年（令和6年）10月1日現在の世帯数と人口は以下の通りである。尚、丁番の無い下中屋町の一部は弥平島集落である。
| 丁目           | 世帯数  | 人口  |
| -------------- | ------- | ----- |
| 下中屋町       | 4世帯   | 9人   |
| 下中屋町一丁目 | 97世帯  | 239人 |
| 下中屋町二丁目 | 53世帯  | 157人 |
| 下中屋町三丁目 | 35世帯  | 93人  |
| 計             | 189世帯 | 498人 |

## 小・中学校の学区
市立小・中学校に通う場合、学区は以下の通りとなる。
| 番・番地等 | 小学校                 | 中学校               |
| ---------- | ---------------------- | -------------------- |
| 全域       | 各務原市立稲羽西小学校 | 各務原市立稲羽中学校 |

## 主な施設
- 各務原市総合運動公園
- 各務原アウトドアフィールド
- 下中屋公民館
- 中屋保育所
- 春日神社
- 河野西入坊

## 交通
- 各務原市ふれあいバス稲羽線